# 托里永河
托里永河（法語：Taurion，法語發音：[toʁjɔ̃]）是法國的河流，位於該國西部，屬於維埃納河的右支流，河道全長107公里，流域面積1,030平方公里，平均流量每秒18.9立方米，發源自让西乌-皮日罗勒，河口處在圣普列斯特托里永。

## 外部連結
- Sandre数据库中的托里永河